# NVRAM

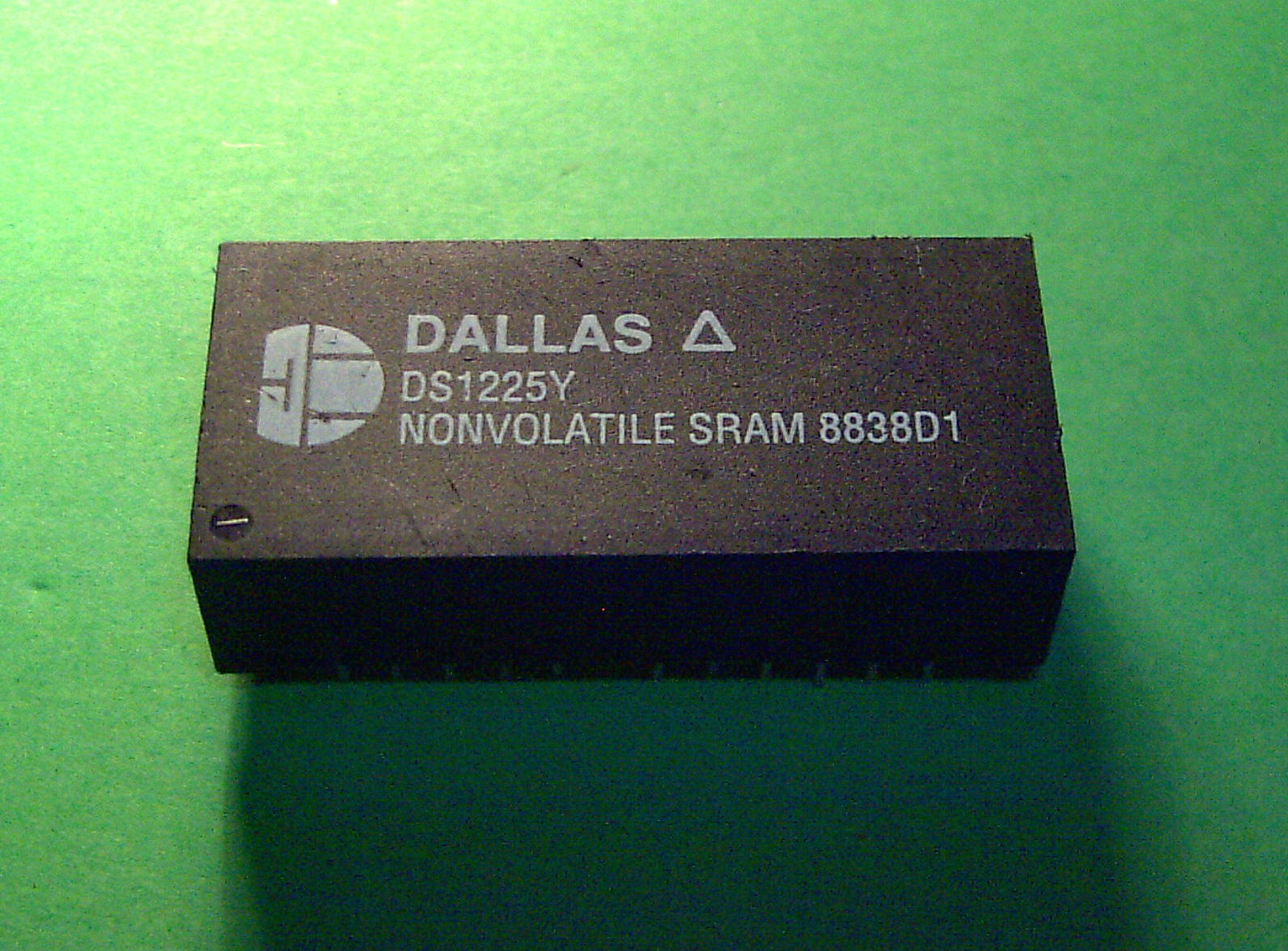
Příklad NVRAM.

NVRAM (zkratka z anglického Non-volatile random-access memory) je napěťově nezávislá paměť s přímým přístupem. Na rozdíl od nejběžnějších pamětí s přímým přístupem typu RAM (např. DRAM a SRAM) tedy drží informaci i při odpojení elektrické energie. Její nejběžnější realizací k roku 2017 je paměť typu flash.

## Vývoj a typy pamětí typu NVRAM
Nejstarší počítačové paměti typu NVRAM nabízely uchování informace i při odpojení od elektrického proudu spíš jako vedlejší účinek, než že by byly s tímto účelem vyvíjeny. Například feritové paměti, nejběžnější typ paměti v počítačích šedesátých let dvacátého století, používala k uchování informace magnetickou polaritu, která se s odpojením proudu neměnila.
Vlastnost ztráty informace při odpojení elektřiny přinesly až pozdější typy pamětí založené na klopných obvodech, ať už ty nejstarší využívající elektronky nebo pozdější tranzistorové. Rychlý vývoj tranzistorových pamětí vytlačil ostatní technologie a základními počítačovými pamětmi se staly napěťově závislé DRAM. Po určitou dobu nebyly na stejné úrovni dostupné podobně kvalitní technologie pro napěťově nezávislé paměti a například v osobních počítačích se etablovala různá náhradní řešení. Pro určitá použití sloužily jednorázově zapisovatelné paměti ROM a z nich vycházející PROM jednorázově zapisovatelné uživatelem. Druhým náhradním řešením byla takzvaná paměť CMOS, což je vlastně relativně malá paměť SRAM používající k udržení informace záložní zdroj elektrické energie typicky v podobě knoflíkové baterie. Tato sestava dohromady pak je relativně paměťově nezávislá, neboť i po odpojení od vnějších zdrojů elektrického napětí dokáže udržet informace v řádu měsíců až let.
Návratem ke skutečným pamětím typu NVRAM byl vývoj a rozšíření nejprve EPROM a později EEPROM, které je možno vymazat a znovu do nich zapsat, ale zápis probíhá jiným procesem a je nadále výrazně složitější než čtení a paměť má životnost jen omezený počet cyklů vymazání-zápis (proto jejich zkratka nadále odkazuje k pamětím typu ROM). Dalším stupněm vývoje byla paměť typu flash, která se začala běžně montovat do počítačových komponent na přelomu tisíciletí.
Navzdory vývoji zůstávají společnou nevýhodou těchto technologií omezená životnost z hlediska zápisových cyklů a také zápis výrazně pomalejší než čtení. Proto je snaha vyvinout lepší NVRAM, přičemž kandidáty jsou zejména:
- FRAM
- MRAM
- PCRAM
- NRAM